# Tovačov I-Město
Tovačov I-Město je název městské části, část obce Tovačov v okrese Přerov. Jako část obce vznikla ke dni 1. 1. 1900. V roce 2011 v ní žilo 2410 obyvatel a nacházelo se v ní 589 domů.